# Derbamont
Derbamont là một xã, nằm ở tỉnh Vosges trong vùng Grand Est của Pháp. Xã này có diện tích 6,83 km², dân số năm 1999 là 107 người. Xã này nằm ở khu vực có độ từ 294–414 m trên mực nước biển.
Dân địa phương tiếng Pháp gọi là Derbamontais.

## Hành chính
| Danh sách các xã trưởng                |           |                |      |         |
| Giai đoạn                              | Giai đoạn | Tên            | Đảng | Tư cách |
| tháng 3 2001                           | 2014      | Martine Romary |      |         |
| tháng 3 1989                           | 2001      | Bernard Mulot  |      |         |
| tháng 3 1983                           | 1989      | Laurent Romary |      |         |
| tháng 3 1977                           | 1983      | Jean Dumont    |      |         |
| Tất cả các dữ liệu trước đây không rõ. |           |                |      |         |

## Biến động dân số
| 1962                                         | 1968 | 1975 | 1982 | 1990 | 1999 |
| -------------------------------------------- | ---- | ---- | ---- | ---- | ---- |
| 129                                          | 141  | 119  | 109  | 115  | 107  |
| Số liệu từ năm 1962: Dân số không tính trùng |      |      |      |      |      |